# ゼンブ・オブ・トーキョー
『ゼンブ・オブ・トーキョー』は、2024年公開の日本映画。熊切和嘉監督による、日向坂46四期生11人が演じるクセつよ女子高校生とともに、青春の一日を追体験するジェットコースタームービー。
修学旅行で訪れた東京の「ゼンブ」を味わうべく奔走する女子高校生たちの物語。監督は『私の男』『＃マンホール』の熊切和嘉、脚本は『HiGH&LOW THE MOVIEシリーズ』の福田晶平。

## あらすじ
修学旅行での班行動の時間にどう行動するか悩んでいた桐井、羽川、説田、桝谷に班長の池園が「東京っぽいところゼンブ行こう」と提案し、当日は池園が作成した緻密なスケジュールを元に班行動を進める。
しかし、昼食を予定していた店が行列で入れないことをきっかけに、池園以外の4人はそれぞれの思惑を果たすために単独行動を開始する。

## キャスト

### 主要人物
池園優里香（いけぞの ゆりか）
演 - 正源司陽子
池園班の班長。東京のゼンブを満喫したいという思いから、自作の「旅のしおり」を作るほどの情熱がある。班員の意見は聞くが、基本的にマイペースでもある。
桐井智紗（きりい ちさ）
演 - 渡辺莉奈
池園班の班員。修学旅行中に募集中のアイドルグループのオーディションを受けようと考えている。アイドルである有川凛に憧れており、彼女の直筆メッセージ入り写真は自身のお守りにもなっている。
羽川恵（はがわ めぐ）
演 - 藤嶌果歩
池園班の班員。憧れの男子・守谷を追いかけており、修学旅行中に近づきたいと考えている。守谷を追いかけている途中で辻坂と合流する。
説田詩央里（せった しおり）
演 - 石塚瑶季
池園班の班員。修学旅行中に推しキャラの限定グッズを購入することを考えている。説田、角村、梁取、門林の4人は仲がいい。
枡谷綾乃（ますたに あやの）
演 - 小西夏菜実
池園班の班員。東京からの転校生。都会っぽくクールに振る舞うが、ある秘密がある。
辻坂美緒（つじさか みお）
演 - 竹内希来里
池園たちとは別の班。女子バスケットボール部に所属している。憧れの男子・守谷を追いかけており、修学旅行中に近づきたいと考えている。守谷を追いかけている途中で羽川と合流する。
花里深雪（はなさと みゆき）
演 - 平尾帆夏
池園たちとは別の班。都会に憧れており、東京出身の桝谷と仲良くなろうとしている。偶然、単独行動をしている桝谷に会ったことで、一緒に行動するようになる。
満武夢華（みつたけ ゆめか）
演 - 平岡海月
東京の高校生。桝谷とは転校前からの友達。下校中に桝谷と花里に偶然出会い、その後の行動を共にする。桝谷が無理をしてクールを装っていることを気に掛けている。
角村若菜（つのむら わかな）
演 - 清水理央
池園たちとは別の班。サバサバした性格。偶然会った守谷にはアドバイスをしている。
梁取茜（やなとり あかね）
演 - 宮地すみれ
池園たちとは別の班。極度の方向音痴でありネガティブ思考。
門林萌絵（かどばやし もえ）
演 - 山下葉留花
池園たちとは別の班。茶髪に金色のインナーカラーを入れているギャル。少々ドジなところがある。

### 周辺人物
有川凛（ありかわ りん）
演 - 小坂菜緒
桐井の憧れのアイドル。愛称は「ありりん」。有川のひとことで、桐井の人生が大きく変化する。
五十嵐佳苗（いがらし かなえ）
演 - 真飛聖
タクシー運転手。喫煙者。過去に路上喫煙で会社から注意されたことがあり、自身の喫煙姿を撮影されることに非常に敏感になっている。
日沼健二（ひぬま けんじ）
演 - 八嶋智人
池園らの担任教師。愛称は「ひぬけん」。修学旅行に同行し、移動先で生徒たちが問題を起こさないかどうかをいつも気にしている。

### その他
守谷道宏（もりや みちひろ）
演 - 島村龍乃介
女子憧れの男子高校生。男子バスケットボール部に所属している。修学旅行中にどうしてもやっておきたいことがあり単独行動をしている。東京の地理に詳しい。
上原早希（うえはら　さき）
演 - 大塚萌香
守谷の意中の女性。
カフェの店員
演 - 真凛
桝谷、花岡、満武の3人と、池園が訪れたカフェの店員。
その他
西谷星彩、高野雄貴、島田ひめか、大島世響、中尾凛乃音、倉木優、矢野カレン、夏目ミラ、佐川葵唯、伊勢ほの桂、慧悟、今井冬空、亭汰、ケンシロウ、禹穣熙、池田篤、池田匠蔵、池田和真、ダニエル・アギラル

## スタッフ
- 監督 - 熊切和嘉
- 脚本 - 福田晶平、土屋亮一
- 製作 - 依田巽、今野義雄、秋元伸介
- 企画・プロデュース - 松下剛
- 音楽 - 池永正二
- 撮影 - 小林拓
- 照明 - 小林暁
- 録音 - 石寺健一
- 美術 - 畠智哉
- 編集 - 今井大介
- 音響効果 - 井上奈津子
- 助監督 - 宮下健作、副島正寛
- 主題歌 - Conton Candy「急行券とリズム」
- 挿入歌 - 日向坂46「雨が降ったって」

出典：